# 젠북
젠북(ZenBook)은 에이수스가 생산하는 무게가 작은 랩톱인 울트라북 계열이다. 최초의 젠북은 2011년 10월 출시되었으며 오리지널 제품은 2012년 중에 개선, 확장되었다. 전력 효율 부품을 특징으로 하는 12인치 노트북 모델들은 내장 그래픽 처리 장치를 달고 연결 단자가 부재한 편이지만 15인치 노트북의경우 외장 그래픽 처리 장치와 선택적 디스크 드라이브를 달고 출시한다. 대부분의 젠북은 CULV와 엔비디아 GPU를 사용한다.(내장 그래픽 미 사용 시) 에이수스는 2012년 말 출시부터 윈도우 8의 장점을 취하기 위해 터치 스크린을 장착한 신형 모델들을 선보였다.